# See You Again (pesem, Miley Cyrus)
"See You Again" je electropop pesem ameriške pevke Miley Cyrus. Pesem je bila napisana v sodelovanju Miley Cyrus z Antonino Armato in Timom Jamesom, producirala pa sta jo Armatova in James. Pesem je uradno izšla 15. septembra 2009 in je bila glavni singel albuma Miley Cyrus, Meet Miley Cyrus, ki ga je izdala založba Hollywood Records.

## Ozadje
Na pesem "See You Again", ki jo je napisala Miley Cyrus, producirala pa sta jo Antonina Armato in Tim James, je vplivala zvrst electronic glasbe.
Pesem je pristala na desetem mestu lestvice Billboard Hot 100 in tako postala prvi singel Miley Cyrus, ki se je na tej lestvici uvrstil med prvih deset pesmi in največja uspešnica njenega debitanskega albuma Meet Miley Cyrus. Pesem "See You Again" se je uvrstila tudi na lestvico Australian Singles Chart med prvih deset in si v Avstraliji prislužila platinasto certifikacijo. Na podlagi pesmi so nastali razni remiksi, vključno z remiksom ''Rock Mafia", ki je izšel v Veliki Britaniji in postal prvi singel Miley Cyrus, ki se je v tej regiji uvrstil med najboljših dvajset pesmi.

## Sestava
Pesem ima hiter ritem in je napisana v a-molu. Vsebuje tudi interpolacijo pesmi Corey Hart, "Sunglasses at Night".

## Kritike
Bill Lamb iz About.com je pesmi "See You Again" dodelil 4.5 od petih zvezdic zaradi dobrega ritma in izrazitega dance-pop stila; zaradi Mileyjinega dovršenega, vabljivega, dramatičnega vokala; zaradi rock vpliva na glasbo in zaradi prilagoditve Miley Cyrus besedilu.

## Dosežki na lestvicah
Pesem "See You Again" je originalno novembra 2007 dosegla štiriindvajseto mesto na lestvici Bubbling Under Hot 100 Singles. Pesem se je proti vrhu vzpenjala počasi, se prebila med prvih dvajset, kasneje aprila 2008 pa še med prvih deset pesmi na lestvici. Potem, ko je Miley Cyrus s pesmijo nastopila na Idol Gives Back, je pesem dosegla deseto mesto in tako postala prva pesem Miley Cyrus, ki se je na tej lestvici uvrstila med prvih deset pesmi, prodala pa je več kot 2,000,000 kopij izvodov. Remix pesmi je bil leta 2008 izdan na njenem drugem glasbenem albumu, Breakout, in na lestvici v Veliki Britaniji dosegel enajsto mesto, ob novem letu pa stoto. Kljub temu, da je izšel leta 2007, se do leta 2008 ni uvrstil na nobeno lestvico. Pesem je postala prvi singl Miley Cyrus, ki se je v Avstraliji uvrstila med prvih deset pesmi.

## Nastopi v živo
Miley Cyrus je s pesmijo nastopila na svoji prvi svetovni koncertni turneji Wonder World Tour leta 2009. Med nastopom je bila oblečena v črne škornje, usnjene črne kratke hlače, usnjen črn brezrokavnik in svetlečo se majico.
Miley Cyrus je pesem "See You Again" poleg pesmi "G.N.O. (Girls' Night Out)" zapela tudi na prireditvi 2007 Disney Channel Games leta 2007 , ki je bila posneta v Orlandu, Florida, Združene države Amerike ter na televizijski prireditvi American Idol's "Idol Gives Back", ki se je na televiziji prvič predvajala 9. aprila 2008.
S pesmijo "See You Again" je 31. decembra 2008 Miley Cyrus nastopila na prireditvi Miley-Sized MTV New Years, 19. januarja 2009 pa na Kids' Inaugural: "We Are the Future" dogodku, namenjenemu proslavi zmage Baracka Obame na predsedniških volitvah. Na tej prireditvi (Kids' Inaugural: "We Are the Future") je zapela tudi pesmi "The Climb," "Fly on the Wall" in "Ready, Set, Don't Go", za seboj pa je imela številne plesalce. Med nastopom je imela oblečeno vzorčasto sivo majico, črne hlače in škornje. S pesmijo je nastopila tudi v Londonu, kjer je zapela tudi pesmi "Fly on the Wall," "The Climb," "7 Things," "Butterfly Fly Away" in verzijo dueta "Thrillbilly" z Billyjem Rayjem Cyrusom. Nastop je bil posnet in posnetki so bili kot EP z naslovom iTunes Live from London prodani na spletni trgovini iTunes Store. 7. junija 2009 je na dvajseti obletnici karnevala A Time for Heroes Celebrity Carnival Miley Cyrus nastopila s pesmimi "See You Again," "Fly on the Wall", "7 Things," "Breakout," "The Climb," "The Driveway," "These Four Walls" in "Start All Over."

## Remix Rock Mafia
"See You Again" je Rock Mafia pretvoril tudi v remix, ki je bil izdan na drugem glasbenem albumu Miley Cyrus, Breakout. Remix je uradno izšel le v Združenem kraljestvu in sicer digitalno 11. avgusta 2009 in fizično 25. avgusta 2009. Remix Rock Mafie pesmi "See You Again" je znan tudi kot "2008 Mix". Koncertni video na Disney Channel Games leta 2008 je bil uporabljen in spremenjen v videospot za remix, ki je bil izdan v Veliki Britaniji. Pesem je Miley Cyrus zapela tudi na "BBC Switch Live".

## Ostale verzije
| Ime           | Pevec(i)         | Jezik pesmi | Album                |
| ------------- | ---------------- | ----------- | -------------------- |
| See You Again | Breathe Carolina | Angleščina  | Punk Goes Pop 2      |
| See You Again | Year One         | Angleščina  |                      |
| See You Again | The Mae Shi      | Angleščina  |                      |
| See You Again | Heroes For Hire  | Angleščina  |                      |
| See You Again | Brian McFadden   | Angleščina  | On Tour of Australia |
| See You Again | Little Boots     | Angleščina  |                      |

## Seznam verzij
| - US / AU CD Single / EU Digital Download 1. "See You Again" (verzija z albuma) – 3:10 - US Maxi-CD Single 1. "See You Again" (remix Johnny Coppola Dance You Again) – 3:17 2. "See You Again" (Johnny Coppola Dance You Again) – 4:01 3. "See You Again" (remix Marka Robertsa) – 4:27 - EU Remix CD Single 1. "See You Again" (remix Rock Mafia) – 3:16 | - EU 2-Track Remix CD Single 1. "See You Again" (remix Rock Mafia) – 3:19 2. "See You Again" (radijska verzija Moto Blanco) – 4:00 - EU Remix Maxi-CD Single 1. "See You Again" (remix Rock Mafia) – 3:15 2. "See You Again" (radijska verzija Moto Blanco) – 3:58 3. "See You Again" (inštrumentalna verzija) – 3:10 |

## Drugačne verzije pesmi
- Verzija z albuma - 3:10
- Inštrumentalna verzija - 3:10
- Remix Rock Mafia - 3:16
- Johnny Coppola Dance You Again - 4:01
- Remix Johnny Coppola Dance You Again - 3:17
- Remix Marka Robertsa - 4:27
- Radijska verzija Moto Blanco - 3:58
- Remix Moto Blanco - 8:12
- Remix Wideboys - 6:35
- Radijska verzija Wideboys - 3:42

## Dosežki in prodaja

### Dosežki na lestvicah
| Lestvica (2008)                   | Dosežek |
| --------------------------------- | ------- |
| Australian Singles Chart          | 6       |
| Canadian Hot 100                  | 4       |
| Hungarian Singles Chart           | 7       |
| Irish Singles Chart               | 13      |
| New Zealand Singles Chart         | 11      |
| UK Singles Chart                  | 11      |
| U.S. Billboard Hot 100            | 10      |
| U.S. Billboard Pop 100            | 4       |
| Lestvica (2009)                   | Dosežek |
| Belgian Singles Chart (Flandrija) | 43      |
| Austrian Singles Chart            | 30      |
| German Singles Chart              | 52      |

|

### Certifikacije
| Država         | Certifikacija |
| -------------- | ------------- |
| Avstralija     | Platinasto    |
| Nova Zelandija | Zlato         |

|}